# Carlos Leppe
Carlos Francisco Leppe Arroyo (Santiago, 9 de octubre de 1952-Santiago, 15 de octubre de 2015) fue un artista de performance chileno. Su carrera comenzó con medios plásticos convencionales, pero es reconocido como un gran exponente y el creador del arte corporal en Chile.  La práctica del arte de performance se conoció también en Chile como 'acciones de arte'. Siendo el propio cuerpo de Leppe el protagonista de su obra, en una práctica artística nacida de la tensión entre la identidad personal y las expectativas culturales que regulan el comportamiento social.  

## Biografía y contexto
Carlos Leppe comenzó su formación artística en 1971 en la Escuela de Bellas Artes de la Universidad de Chile, graduándose con la especialidad de pintura. Durante la Unidad Popular, fue alumno de destacados artistas visuales como Sergio Mallol, Rodolfo Opazo y Adolfo Couve. Su carrera artística en los años sesenta y ochenta lo hizo ser catalogado, a partir de la teórica franco-chilena Nelly Richard, dentro de la Escena de Avanzada que eran parte los artistas neovanguardistas de ese país en el contexto de la dictadura militar.
La primera «acción de arte» realizada por Carlos Leppe se presentó el 22 de julio de 1974 en la Galería Carmen Waugh, denominada como Happening de las gallinas, la cual consistía en una acción-instalación donde la galería estaba ocupada por diversos objetos realizados por el artista —entre ellos varias gallinas de yeso y huevos— mientras Leppe se encontraba sobre una silla donde simuló morir luego de empollar un huevo.
Utilizando su propio cuerpo, las acciones de Leppe se centraron en las injusticias sociales y políticas sufridas bajo la dictadura, como el uso de la tortura. Un ejemplo lo constituye la foto-performance El perchero (1975), en la que también se pone en primer plano el tema del género, eje central de su visión crítica. Esta obra consistía en la exhibición de tres fotografías dobladas por la mitad y colgadas en un perchero en las cuales se observaba a Leppe desnudo y con parches que cubrían su parte genital.
Leppe se inspiró en varios artistas de vanguardia del Siglo XX, entre ellos Arman, Christo, Joseph Beuys, Lucio Fontana y George Segal.
A fines de los años 80' se alejó del mundo del arte para adoptar distintos roles como director de arte, consultor de imagen y consultor creativo para diversas empresas chilenas, italianas y españolas de publicidad. Destacando su rol como director de arte en teleseries producidas por Televisión Nacional de Chile (TVN) y Canal 13.
Carlos Leppe fue, en 2010, agregado cultural en Buenos Aires asumiendo el cargo del Centro Cultural de la Embajada de Chile en Buenos Aires bajo el gobierno de Sebastián Piñera. 
El 15 de octubre de 2015, Carlos Leppe fallece aquejado de una pancreatitis a los 63 años de edad.

## Obras notables
- El Happening de los pollomil, 1974, acción corporal
- El pechero, 1975, instalación
- Star mas (Acción de la estrella), 1979, acción corporal
- Las cantatrices, 1980, vídeo acción
- Sala de espera (Sala de espera), 1980, instalación
- Iluminación durante veinticuatro horas, 1980, instalación
- Artist's Proof (Prueba de artista), 1981, acción corporal
- Prietà (La Pietá), 1982, acción corporal
- pruebas gratis en el jumbo (Épreuve d'artiste), 1982, acción corporal
- romeoychuleta ( El ruiseñor y la rosa ), 1985, vídeo acción
- María Segunda (María Segundo), 1986, instalación
- Chile vive, 1987, instalación
- Cirugía Plástica (Cirugía plástica), 1989, acción corporal
- mi hermano chicopancho (Los zapatos), 2000, acción corporal
- (Fatiga de material), 2001, acción corporal
- Estoy mal enamorado (Soy el mal enamorado), 2002, acción corporal[9]